# Carlos Vidal Bolado
Carlos Vidal Bolado (Matanzas, 1914. július 2. − Los Angeles, Kalifornia, 1996. augusztus 24.) kubai dobos, ütőhangszeres.

## Pályakép
Vidal Santos Ramírez afro-kubai együttesével és a Casino de la Playa zenekarral kezdett fellépni Havannában Az 1930-as években.
Az 1940-es, 1950-es években Bolado egyike volt azoknak a kubai zenészrnek, akik New Yorkban telepedtek le. Más jelentős muzsikusok, többek között Mongo Santamaría, Armando Peraza, Chano Pozo, Francisco Aguabella, Julito Collazo és Cándido Camero is akkoriban emigráltak. Vidal 1943-ban érkezett az Egyesült Államokba, minden más fentebb említett zenész előtt.
1943-ban Bolado először a Havanna-Madrid Clubban lépett fel Lilón y Pablitoval a The Four Cuban Diamonds együttessel, mint ütős, táncos és énekes. Ezt követően José Curbelo felkérte, hogy játsszon és készítsen lemezfelvételeket a zenekarával, amelybe akkoriban Tito Puente és Tito Rodríguez − puerto rico-i zenészek − akikkel a születőben volt akkor a mambo.
1947-ben Vidal rögzítette a rumbák, cumbiák, guaguancók és abakuák első poaci felvételeit az Afrocubano Rhythm 1, 2, 3 és 4 albumon.
1948-ban Vidal Bolado csatlakozott Stan Kenton Los Angeles-i Progressive Jazz Orchestra-jához, mellyel olyan antológiai dalokat vett fel, mint a „Cuban Episode”, valamint az „Incident in Sound”, amelyeken Vidal ragyog.
Los Angelesben olyan zenészekkel játszott, készített lemezeket, mint Pérez Prado, Xavier Cugat, René Touzet, Chico O'Farrill, Anselmo Sacasas, Eartha Kitt, Nat King Cole, Shorty Rogers, Francisco Aguabella, The Four Freshmen, Harry Belafonte, Shorty Rogers, Miles Davis, Charlie Parker, Fats Navarro, Stan Getz, Dexter Gordon, Max Roach...
Az 1960-as években a The Jazz Crusaders, az Estrada Brothers, Poncho Sanchez, Willie Bobo, Vince Guaraldi társaságában vett fel lemezeket, illetve lépett fel.

## Zenekarvezetőként
- 1984: Voodoo Drums
- 1956: Congo Drums

## Filmek
- 1957: Cha-Cha-Cha Boom!